# Simon Kofe
Simon Kofe (ur. 1983) – tuwalski polityk, minister sprawiedliwości, komunikacji i spraw zagranicznych w rządzie Kausei Natano.

## Życiorys
Studiował na Uniwersytecie Południowego Pacyfiku w Suvie i Uniwersytecie Maltańskim. Następnie pracował w Tuvalu jako prawnik oraz sędzia. W 2018 roku w wyborach uzupełniających został wybrany do parlamentu Tuwalu. Po objęciu funkcji premiera przez Kasueiego Natano został ministrem sprawiedliwości, komunikacji i spraw zagranicznych. Jako minister spraw zagranicznych aktywnie wspiera Tajwan, który jest uznawany przez Tuvalu (w przeciwieństwie do Chińskiej Republiki Ludowej). Minister słynie z zaangażowania w walkę z globalnym ociepleniem. W 2021 roku w czasie szczytu klimatycznego w Glasgow wygłosił przemówienie stojąc w garniturze po kolana w wodzie morskiej, aby podkreślić skutki zmian klimatycznych dla państw regionu Pacyfiku. Przez media rozważany jako jeden z potencjalnych kandydatów do Pokojowej Nagrody Nobla.